# Stuart Arthur Rice

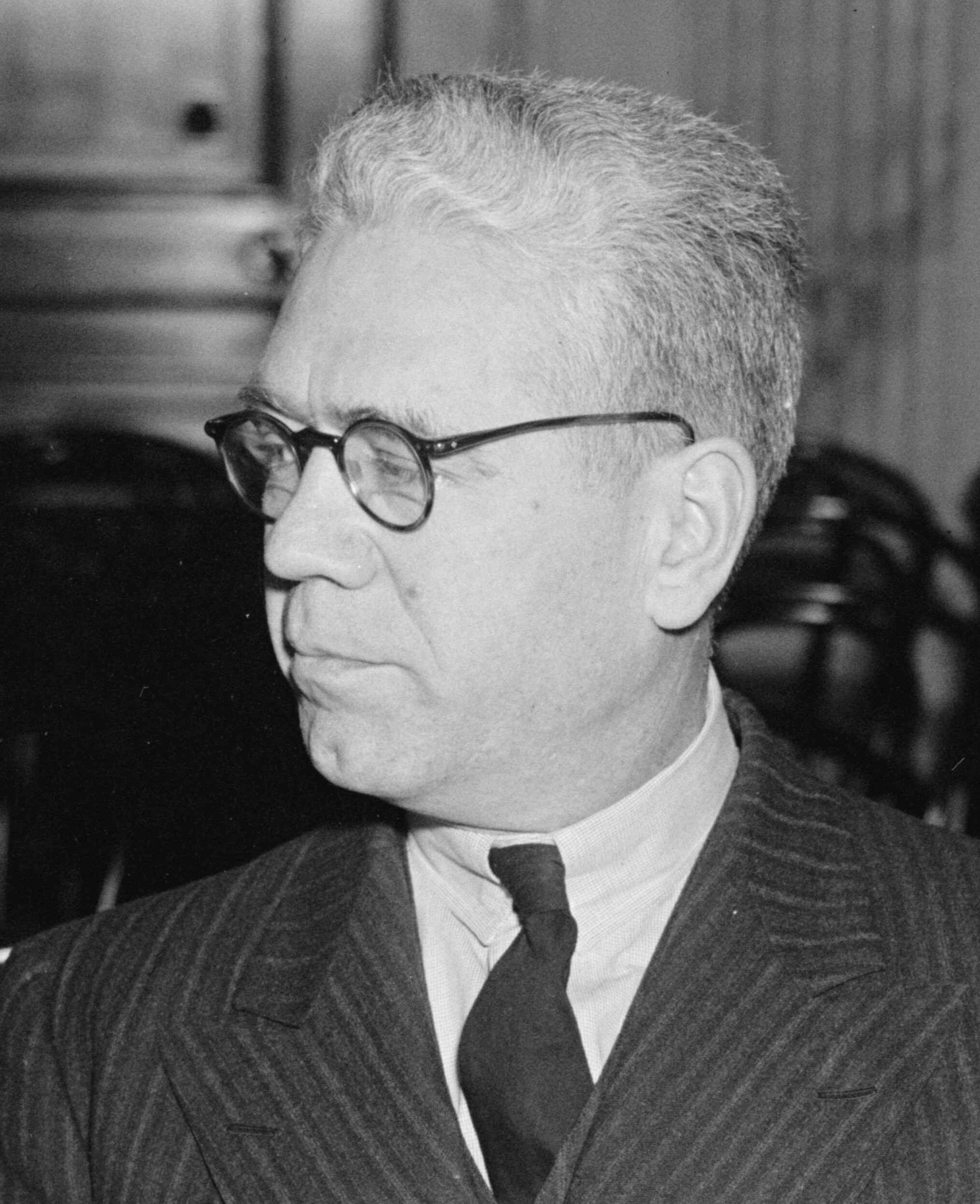
Stuart Arthur Rice (1938)

Stuart Arthur Rice (21. November 1889 – 4. Juni 1969) war ein Soziologe und Statistiker der Vereinigten Staaten. Er legte den Grundstein für die UN Statistical Commission und das UN Statistical Office (UNSO, jetzt UNSD).

## Rice-Index
Rice ist der Erfinder des nach ihm benannten Rice-Index. Sein „Index of Cohesion“ ergibt im Wesentlichen den Unterschied im Maß der Kohäsion zwischen zwei oder mehr Fraktionen in einer Legislatur. Rice argumentierte, dass, wenn sein Index eine Unterstützung unter den Mitgliedern von 80 Prozent oder mehr anzeige, ein zusammenhängender Kern von Mitgliedern existiere. Das Problem mit dem Rice-Index ist, dass die 80-Prozent-Zahl willkürlich gewählt war. Rice hatte nie eine Erklärung für diesen Index, außer dass es Sinn machte.

## Leben
Rice wurde in Wadena Minnesota geboren und besuchte die Universität von Washington in Seattle. Nach dem College wurde er in der lokalen Politik aktiv. Er promovierte 1924 in Soziologie an der Columbia University unter Franklin H. Giddings und lehrte an verschiedenen Universitäten. In dieser Zeit war seine Hauptarbeit im Bereich Wahlstudien und Umfrageforschungsmethoden. 1933 wurde er Vorsitzender des neu geschaffenen „Central Statistical Board“ im Bureau of the Budget, wo er bis zu seiner Pensionierung 1955 Chefstatistiker der Vereinigten Staaten war.
Rice wurde zum Vorsitzenden der sogenannten „Nuklearen Sitzung“ der Statistical Commission gewählt, die im Mai 1946 am Hunter College in New York stattfand und Empfehlungen für die Zusammensetzung und die Bedingungen einer ständigen Kommission für Statistik und für eine statistische Organisation innerhalb der Vereinten Nationen gab.
Ab 1945 investierte Rice viel Zeit und Energie in Beratungsdienste für ausländische Regierungen, darunter Japan, Korea und einige westeuropäische Länder. Von 1947 bis 1953 war er auch Präsident des International Statistical Institute.
Im Laufe seiner Karriere förderte Rice die Zusammenarbeit der Statistiker der Welt. Er gründete die „Stuart A. Rice Associates“ (später „Surveys & Research Corporation“), eine Beratungsfirma für staatliche und private statistische Profit- und Nonprofit-Agenturen auf der ganzen Welt. Rice zog sich Mitte der 1960er Jahre aus dem Berufsleben zurück und starb 1969.